# Templo de San Francisco (Cochabamba)
El Templo de San Francisco es un  edificio de culto religioso católico ubicado en la ciudad de Cochabamba en Bolivia. Es parte del Patrimonio cultural boliviano al haber sido declarado  Monumento Nacional por el Decreto Supremo Nro. 8171 del 7 de diciembre de 1967.

## Contexto
Durante el siglo XVI se construyeron los primeros templos católicos en las ciudades del actual territorio boliviano, estos templos estaban bajo la custodia y regencia de diferentes órdenes, la de los franciscanos poseía templos en las ciudades bolivianas de la época tales como San Francisco en La Paz o el Templo de Cochabamba.

## Historia
Los historiadores  Geraldine B. de Caballero y Rodolfo Mercado M., afirman que el templo fue edificado en 1581, reconstruido en 1782 y remodelado en 1926. Contiene diferentes elementos de estilos arquitectónicos de distintos períodos como reflejo de las diferentes etapas en las que ha sido intervenido.
En mayo de 1988, el Papa Juan Pablo II se hospedó en el Convento que se encuentra adosado al templo. 

## Descripción

### Fachada
La fachada es de estilo historicista, en su primer cuerpo se ubica el pórtico de ingreso con arco de medio punto, por encima sobresale el escudo de los franciscanos; en el segundo cuerpo se tiene un gran vano que ilumina el espacio interior y al costado se observa la presencia de una espadaña.

### Planta
La planta del templo es de una sola nave con atrio. 

### Espacio interior
Posee un nártex,  encima está el coro alto y el artesonado de latón. 

### Patrimonio mueble
El púlpito y el retablo, son ejemplos destacados del  estilo barroco mestizo del período colonial, tallados en madera y revestidos con pan de oro. El retablo se divide en tres calles verticales y tres cuerpos horizontales. Al centro se observa la representación de Cristo Crucificado, en la hornacina superior se encuentra la Virgen de Copacabana, a los laterales Santo Domingo y Santa Clara, en el tercer cuerpo está la imagen de San Francisco de Asís, corona el retablo la figura del Padre Eterno con los brazos extendidos.
Diferentes templos del Valle Alto del departamento de Cochabamba presentan retablos del mismo estilo; pero en la ciudad de Cochabamba esté es el único.

### Cubierta
La nave está cubierta en su totalidad por una bóveda de cañón corrido que  se aprecia desde el interior, por fuera la cubierta es de dos aguas. Por encima del presbiterio se alza una cúpula de media naranja sobre cuatro pechinas. 

### Muros laterales
Los muros laterales presentan apariencia de mármol, misma que fue conseguida con técnicas pictóricas de acabado, en estas paredes existen altares menores que exponen imágenes religiosas.

### Campo Santo
De acuerdo a la tradición católica sobre los campos santos, en la iglesia se hallan enterrados algunos religiosos de  los siglos XVII y XIX.
En él está enterrado el insigne médico José Salvany y Lleopart, quién introdujo la vacuna frente a la viruela en el sur de América y comunicó a la corona que ya había vacunado a 197.004 personas en el Alto Perú (lo que hoy es Bolivia).

## Usos contemporáneos
Durante Semana Santa el templo es abierto para las tradicionales peregrinaciones.